# Cees de Wolf
Cees de Wolf (Purmerend, 17 dicembre 1945 – Purmerend, 21 luglio 2011) è stato un calciatore olandese, di ruolo attaccante.

## Biografia
Cees de Wolf è nato da una famiglia cattolica di otto figli. Ha avuto un figlio, Natasja, a Malines, città nel quale risiedeva poiché giocava nel club cittadino.
Dopo il ritiro dal calcio giocato aprì un bar e poi una società di arredamento dopo il suo divorzio.
Dalla seconda moglie de Wolf ebbe un altro figlio, Boy, che seguì le orme paterne giocando nel Volendam e nell'Omniworld.
É morto il 21 luglio 2011 a causa di un tumore al colon.

## Caratteristiche tecniche
Di ruolo ala sinistra, pur dotato tecnicamente era poco disciplinato negli allenamenti e passava molto tempo nei locali.

## Carriera
Cees de Wolf si formò nelle squadre della sua città natale, il Purmerend ed il Purmersteijn: con il secondo club esordì in prima squadra nella stagione 1962-1963 e con cui vince il campionato di Eerste Klasse 1A.
Nel 1964 viene acquistato dall'Ajax. Esordisce con i lancieri il 19 settembre 1965, subentrando nell'incontro valido per la KNVB beker 1965-1966 contro il De Volewijckers, terminato con la vittoria dei biancorossi per 5-0 ed in cui marca anche una rete.

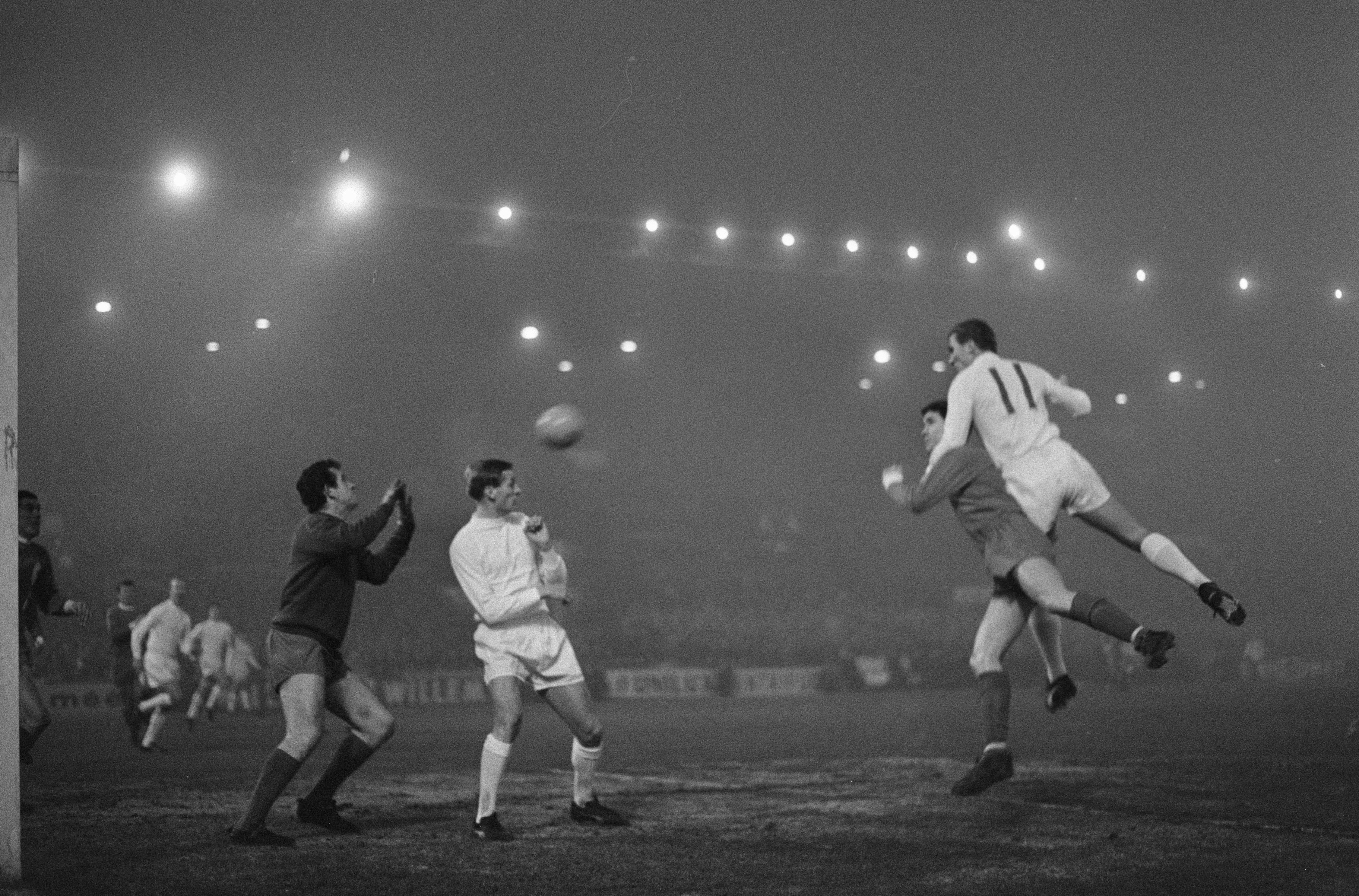
La rete di de Wolf nell'incontro Ajax-Liverpool del 7 dicembre 1966.

L'anno dopo esordisce dal primo minuto, grazie all'infortunio del titolare Piet Keizer, negli ottavi di finale della Coppa dei Campioni 1966-1967 nella storica vittoria per 5-1 contro il Liverpool, in cui segnò anche la rete dell'1-0 a pochi minuti dall'inizio della partita. Quell'incontro, passato alla storia per gli inglesi come The Fog Game e de mistwedstijd per gli olandesi, è considerato come primo esempio del Calcio totale di Rinus Michels.
L'11 dicembre 1966 esordisce anche in campionato, nella sconfitta esterna per 2-0 contro l'ADO Den Haag, mentre la settimana seguente mette a referto la sua prima rete in campionato nella vittoria per 4-1 contro lo Xerxes.
Terminata l'esperienza con l'Ajax, viene ingaggiato dai cadetti dell'Haarlem, con cui ottiene il sesto posto nella Eerste Divisie 1967-1968.
Nel 1968 si trasferì agli statunitensi del Dallas Tornado. I Tornado erano reduci dal tour mondiale voluto ed organizzato dal nuovo allenatore del club, il macedone-canadese Bob Kap, che vide la franchigia impegnata in una serie di massacranti incontri tra Africa, Europa, Asia e Oceania. Il tour ebbe effetti devastanti sulla squadra durante la stagione regolare, la prima della neonata NASL, che nonostante l'allontanamento di Kap, inanellò una lunga serie di sconfitte. La squadra chiuse il torneo al quarto ed ultimo posto della Gulf Division, con sole due vittorie e quattro pareggi ottenuti a fronte di ben 26 sconfitte.
Nel 1970 de Wolf torna in patria, sempre all'Haarlem, per giocare nell'Eredivisie 1970-1971. Con il suo club retrocesse in cadetteria al termine del campionato.
Dopo un'esperienza con i cadetti del Blauw-Wit, nel 1972 si trasferisce in Belgio per giocare nel Malines. Con i giallorossi gioca tre stagioni nella massima serie, ottenendo come miglior piazzamento il quinto posto nella Division I 1972-1973.